# Carpelimus irianensis
Carpelimus irianensis – gatunek chrząszcza z rodziny kusakowatych i podrodziny kozubków.
Gatunek ten opisany został po raz pierwszy w 2020 roku przez Michaiła Gildienkowa na łamach „Russian Entomological Journal”. Jako lokalizację typową wskazano Eme Gebiet Okloma w indonezyjskiej prowincji Papua Zachodnia (Irian Jaya). Epitet gatunkowy odnosi się do miejsca typowego.
Chrząszcz o wydłużonym ciele długości 1,8 mm, lekko błyszczącym, ubarwionym ciemnobrązowo z brązowymi odnóżami i czułkami, porośniętym jasnymi i krótkimi szczecinkami. Głowa jest szersza niż dłuższa, u nasady szczególnie szeroka, w części szyjnej wyraźnie zwężona, drobno i bardzo gęsto punktowana, o zaokrąglonych skroniach, niewiele dłuższych od nich, dość dużych i lekko wypukłych oczach złożonych, zaopatrzona w dość długie czułki z członami pierwszym i drugim wydłużonymi, trzecim trójkątnym, czwartym i piątym tak długimi jak szerokimi, od szóstego do dziesiątego poprzecznymi, a jedenastym stożkowatym. Przedplecze jest drobno, delikatnie i bardzo gęsto punktowane, a na jego dysku znajdują się dwie pary okrągławych, bardzo słabo zaznaczonych wcisków. Boki przedplecza są na przedzie zaokrąglone, a u nasady lekko wcięte. Okrągłe, słabo zaznaczone wciski zdobią tarczkę. Pokrywy są pokryte drobnymi, delikatnymi i gęsto rozmieszczonymi punktami. Powierzchnia odwłoka jest delikatnie szagrynowana.
Owad endemiczny dla indonezyjskiej części Nowej Gwinei, znany tylko z lokalizacji typowej. Spotykany na rzędnych 1500 m n.p.m.